# Lorca
Lorca – miasto w południowo-wschodniej Hiszpanii, w Murcji, nad rzeką Sangonera (dorzecze Segury). Około 84,2 tys. mieszkańców.
W maju 2011 w pobliżu miasta znajdowało się epicentrum trzęsienia ziemi. Na skutek trzęsienia miasto doznało rozległych zniszczeń.

## Miasta partnerskie
- Molins de Rei, Hiszpania
- Wera, Hiszpania
- Saint Fonts, Francja
- Wilaya de Aaiiun, Sahara Zachodnia